# Fresnes, Yonne
Fresnes är en kommun i departementet Yonne i regionen Bourgogne-Franche-Comté i norra Frankrike. Kommunen ligger i kantonen Noyers som tillhör arrondissementet Avallon. År 2022 hade Fresnes 62 invånare.

## Befolkningsutveckling
Antalet invånare i kommunen Fresnes
| Referens: INSEE |